# ガーデン郡 (ネブラスカ州)

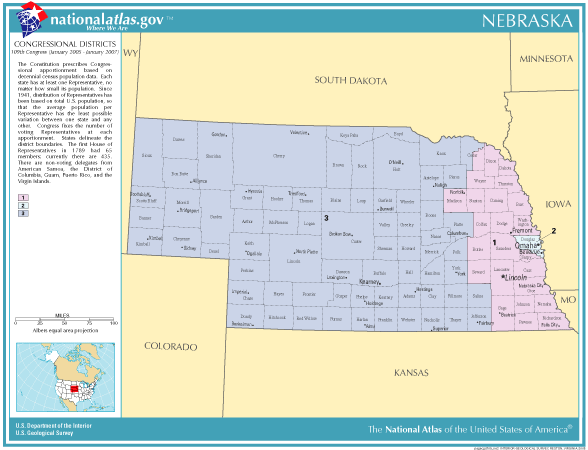
ガーデン郡はネブラスカ州西部に位置する。ネブラスカ州南西部はコロラド州に切り取られたような形になっており、「切れ込み」のすぐ北にガーデン郡が広がる

ガーデン郡 (ガーデンぐん、Garden County) はアメリカ合衆国ネブラスカ州に位置する郡である。2000年現在、人口は2,292人。郡庁所在地はオシュコシュ。

## 地理
アメリカ合衆国統計局によると、この郡は総面積4,483 km2 (1,731 mi2) である。このうち4,414 km2 (1,704 mi2) が陸地で69 km2 (27 mi2) が水地域である。総面積の1.54%が水地域となっている。
郡のすぐ南にはミシガン湖湖畔の町シカゴとカリフォルニア州サンフランシスコを東西に結び、1869年に開通したユニオンパシフィック鉄道が東西に走る。ユニオンパシフィック鉄道は大陸横断鉄道として最も重要な役割を果たした。さらに郡のほぼ中央部にはミズーリ州インディペンデンスに始まり太平洋岸のオレゴン州オレゴンシティにいたる由緒あるオレゴン街道（1846年開通）が伸びる。オレゴン街道沿いにはミシシッピ川の支流であるプラット川が流れており、川の右岸（南側）はわずかに標高が高く畑作地に、川の左岸は放牧地が一面に広がる。
ネブラスカ州とコロラド州の州境付近は小規模な油田地帯となっているが、ガーデン郡においては石油は見つかっていない。

## 人口動勢
2000年現在の国勢調査で、この郡は人口2,292人、1,020世帯、及び658家族が暮らしている。人口密度は1/km2 (1/mi2) である。0/km2 (1/mi2) の平均的な密度に1,298軒の住居が建っている。この郡の人種的構成は白人98.34%、アフリカン・アメリカン0.13%、先住民0.26%、アジア0.26%、太平洋諸島系0.00%、その他の人種0.52%、及び混血0.48%である。人口の1.44%がヒスパニックまたはラテン系である。
この郡内の住民は21.80%が18歳未満の未成年、18歳以上24歳以下が4.60%、25歳以上44歳以下が22.70%、45歳以上64歳以下が27.00%、及び65歳以上が24.00%にわたっている。中央値年齢は46歳である。女性100人ごとに対して男性は94.90人である。18歳以上の女性100人ごとに対して男性は91.40人である。
この郡の世帯ごとの平均的な収入は26,458米ドルであり、家族ごとの平均的な収入は32,546米ドルである。男性は21,495米ドルに対して女性は17,000米ドルの平均的な収入がある。この郡の一人当たりの収入 (per capita income) は15,414米ドルである。人口の14.80%及び家族の10.80%は貧困線以下である。全人口のうち18歳未満の22.00%及び65歳以上の8.70%は貧困線以下の生活を送っている。

## 都市、村及び国勢調査指定所
- シスコ (Cisco)
- Lewellen
- オシュコシュ (Oshkosh)

1. ↑   Find a County, National Association of Counties 2011年6月7日閲覧。
2. ↑   American FactFinder, United States Census Bureau 2008年1月31日閲覧。